# Кайнар (Енбекшильдерский район)
Кайнар — упраздненное село в Енбекшильдерском районе Акмолинской области Казахстана. Входило в состав Краснофлотского сельского округа. 

## География
Село в североной части района, на расстоянии примерно 65 километров (по прямой) к северо-востоку от административного центра района — города Степняк, в 7 километрах к север-востоку от административного центра сельского округа — села Краснофлотское.
Абсолютная высота — 203 метров над уровнем моря.
Ближайшие населённые пункты: село Краснофлотское — на юго-западе.

## История
Постановлением акимата Акмолинской области от 17 июня 2009 года № а-7/264 и решением Акмолинского областного маслихата от 17 июня 2009 года № 4С-15-9 село Кайнар было упразднено и исключено из учётных данных в связи с выездом всех жителей.

## Население
В 1989 году население села составляло 383 человек (из них казахи — 76 %).
В 1999 году население села составляло 248 человек (131 мужчина и 117 женщин). По данным 2009 года, в селе не было постоянного населения.
| Численность населения | Численность населения | Численность населения |
| 1989                  | 1999                  | 2009                  |
| --------------------- | --------------------- | --------------------- |
| 383                   | ↘248                  | ↘0                    |